# ۱٬۲-بوتیلن کاربونیت
۱،۲-بوتیلن کاربونیت (به انگلیسی: 1,2-Butylene carbonate) یک ترکیب شیمیایی با شناسه پاب‌کم ۱۰۷۲۸۲ است. 